# Parvati

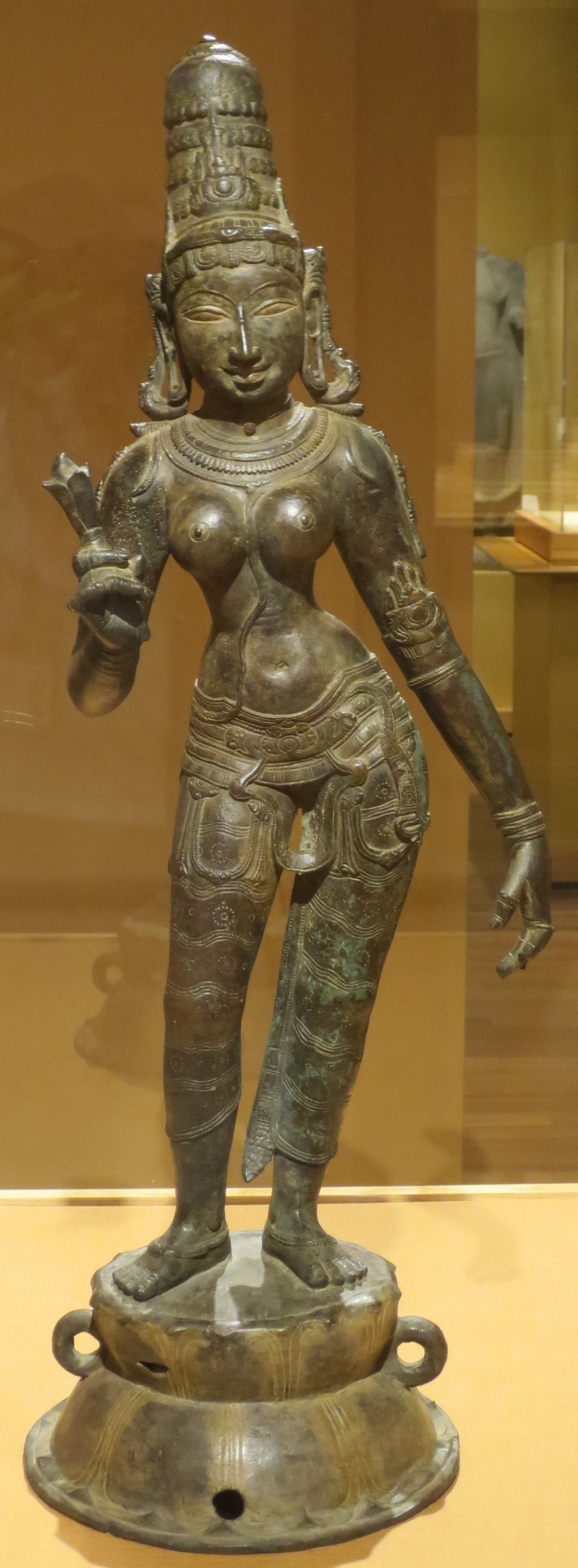
Parvati

Parvati (Sanskrit: पार्वती, IAST: Pārvatī), Uma (Sanskrit: उमा, IAST: Umā) eller Gauri (Sanskrit: गौरी, IAST: Gaurī) är fruktbarhetens, kärlekens, skönhetens och äktenskapets gudinna och barnens beskyddare inom hinduismen. Hon är hustru till Shiva och är i egenskap av hans Shakti en personifikation av hans makt. 
Hon är i indisk mytologi dotter till Himalayabergen. Hon framställs som en mycket vacker kvinna.  Shiva älskar henne högt och har inrymt åt henne hälften av sin kropp för att aldrig behöva skiljas från henne. Parvati är mor till Ganesha och Karttikeya (Skanda).  
Parvati är liksom andra hindugudinnor i grunden en aspekt av den enda gudinnan Devi: hon är den milda och moderliga aspekten av den enda gudinnan Adi Parashakti (Shivashakti) inom shaktismen. Varje aspekt av denna gudinna har ett namn och det finns över hundra sådana: var och en sin egen gudinna, som också ses som en del av en enda gudinna. Hon uppfattas dels som den befruktande naturmodern, dels som den fruktansvärda världsförstörerskan, hämndens, nödens och farsoternas gudinna.  I den förra, välgörande gudomsskepnaden kallas hon också Bhavani och avbildas skön, rikt smyckad, vanligen sittande i knä hos Shiva.  I den senare, dystra uppenbarelsen kallas hon även Kali ("den svarta") och Durga och avbildas förskräckande, med svart ansikte och utstickande vassa tänder, omgiven av lågor, med ett bälte av ormar kring midjan, svingande svärd och klubba. I aspekten Kalis kult ska en gång ha ingått blodiga djur- och människooffer. 
Parvati kallas Uma då hennes asketiska leverne för att blidka guden Shiva kommer på tal.